# Glyphodera coerulescens
Glyphodera coerulescens är en tvåvingeart som beskrevs av Verbeke 1955. Glyphodera coerulescens ingår i släktet Glyphodera och familjen skridflugor. Inga underarter finns listade i Catalogue of Life.